# Brazilian Girls

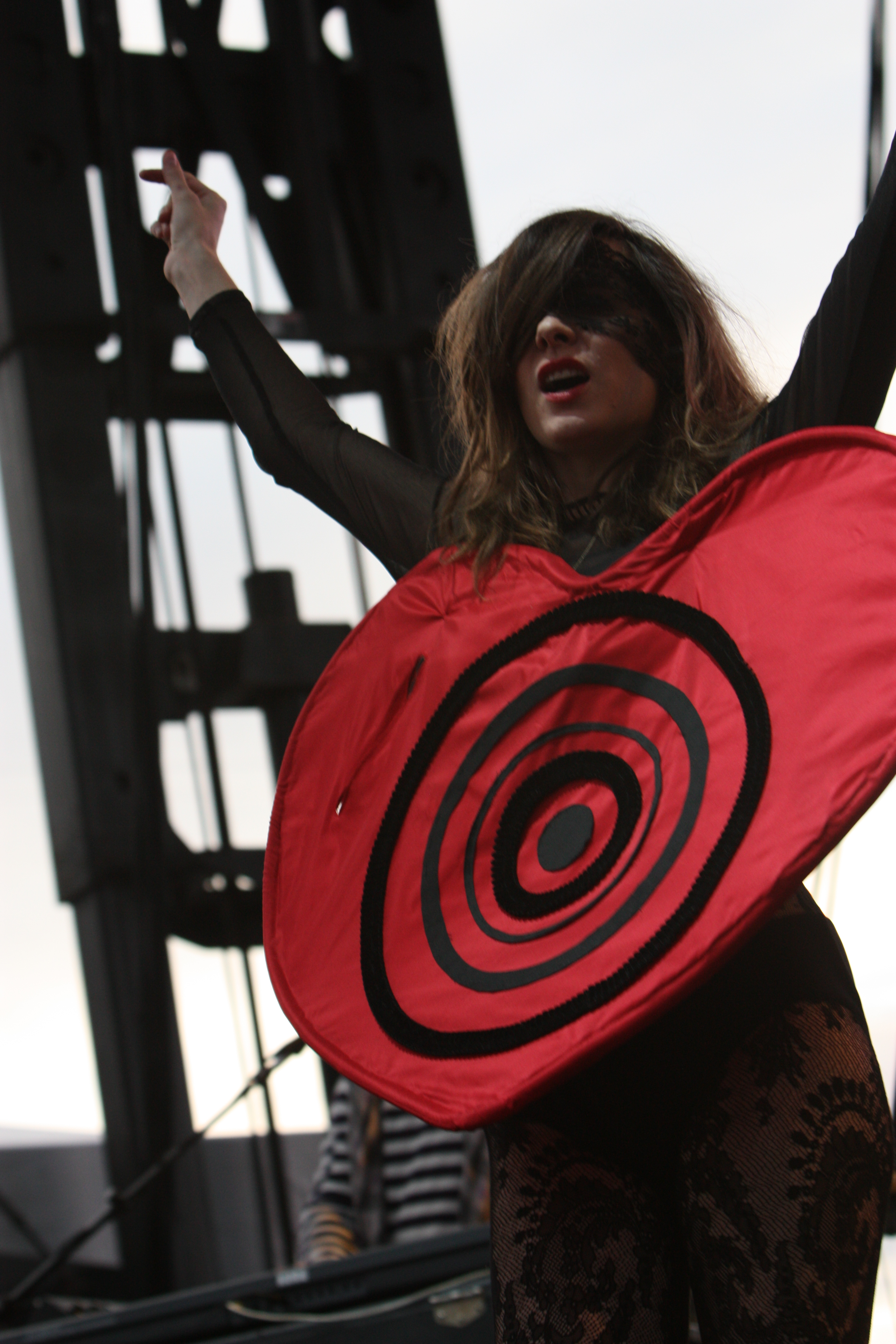
Sabina Sciubba lors du Treasure Island Music Festival en 2009

Brazilian Girls est un groupe de musique new-yorkais. Aucun membre ne provient du Brésil et la seule femme du groupe est Sabina Sciubba. Les autres membres du groupe sont le claviériste Didi Gutman et le batteur Aaron Johnston. Le bassiste Jesse Murphy est un ancien membre.

## Historique
Le groupe a été formé en 2003 à New York en jouant dans le club "Nublu". Ils sont connus pour leur mélange éclectique de sons electro, incorporant des styles divers comme le tango, le reggae, le lounge ou la chanson.
Aucun membre ne vient du Brésil et la seule fille est la chanteuse du groupe Sabina Sciubba, qui est toujours apparue en concert et lors d'interviews les yeux masqués. Elle est aussi reconnue pour ses costumes originaux et théâtraux qui, selon plusieurs sources, ont inspiré Lady Gaga. Les autres membres sont Didi Gutman, Aaron Johnston et Jesse Murphy.
Trois albums ont été produits et sont sortis sous le label Verve Records: Brazilian Girls en 2005, Talk to La Bomb en 2006 et New York City en 2008.
En 2006, après la sortie de leur deuxième album le groupe joue au David Letterman Show.
En 2009, leur album "New York City" est nommé comme meilleur album Dance/Electronica au Grammy Awards
Le groupe se sépare fin 2009. En avril 2012 le groupe se réunit pour des concerts et la réalisation d'un nouvel album.

## Vidéo
- Brazilian Girls: Live in NYC (Verve Records et iTunes) (2005)